# 內湖科技園區

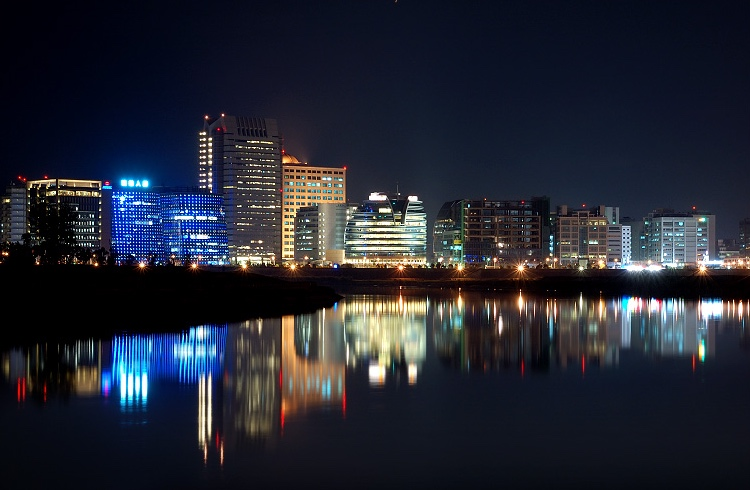
內湖科技園區夜景

內湖科技園區，簡稱內科，是位於臺灣台北市內湖區西側的知識型工業園區，乃臺灣第一座由民間投資及政府放寬產業進駐而發展出來的科學園區，自千禧年後開始活躍。
內湖科技園區的範圍，包含堤頂大道東側，內湖路一段（堤頂大道至港墘路南側），港墘路（內湖路一段到瑞光路間西側），瑞光路全程（港墘路至民權東路間為西側），至南到民權東路。
廣義的大內科園區，包含民權東路以南，國道一號，金豐街（成功路二段），環東大道（南京東路六段），堤頂大道間的範圍。

## 發展概況
根據臺北市政府產業發展局委託世新大學民意調查研究中心，每年對區內廠商調查報告，2016年內科全年企業營收達新台幣4兆9百億元；至2017年6月，總計5,750家廠商完成公司、行號登記，2016年從業人口達156,808人。內科腹地已開發達95%，為提供更充裕的發展用地，臺北市政府已統籌結合園區鄰近的大彎南段工業區、羊稠段工商展售區與蘆洲里工業區等周邊用地。現階段已優先公告放寬大彎南段工業區、羊稠段工商展售區二地區的產業進駐項目比照內湖科技園區。

### 大內科其他區域
- 北勢湖工業區
- 大彎北段商業娛樂區
- 大彎南段工業區
- 新明路工業區
- 小彎工業區
- 蘆洲里工業區

## 外部連結
- 台北內湖科技園區發展協會 （页面存档备份，存于）